# Zoilpo
Zoilpo (Osely, Holseli) ist eine osttimoresische Aldeia im Suco Guda (Verwaltungsamt Lolotoe, Gemeinde Bobonaro). 2015 lebten in der Aldeia 425 Menschen.

## Geographie
Zoilpo liegt im Osten des Sucos Guda. Westlich und südlich befindet sich die Aldeia Oceli. Im Norden grenzt Zoilpo an den Suco Leber, im Westen an den Suco Molop und im Südosten an den Suco Beco, der zur Gemeinde Cova Lima gehört. Der Pa, ein Nebenfluss des Loumea, bildet die Grenze zu Leber.
Das Zentrum durchquert eine Straße. An ihr liegt in der Mitte der Aldeia das Dorf Zoilpo. Hier befinden sich der Sitz des Sucos Guda und, außerhalb an der Straße nach Oceli, eine Grundschule und der Friedhof.

## Geschichte
1976 flohen Einwohner aus Zumalai, Lolotoe, Ermera und Ainaro  vor den einfallenden Indonesiern nach Zoilpo. In Guda gründeten sie eine base de apoio, eine Widerstandsbasis.

## Politik
2023 wurde Rodolfo Pereira zum Chefe de Aldeia gewählt.